# Rock House
Rock House – jednostka osadnicza w Stanach Zjednoczonych, w stanie Arizona, w hrabstwie Gila.